# Indro Montanelli
Indro Montanelli (n. 22 aprilie 1909, Fucecchio, Toscana, Italia – d. 22 iulie 2001, Milano, Italia) a fost un jurnalist, scriitor și istoric italian. Numeroasele sale articole și publicații l-au făcut în Italia una din cele mai importante, populare și influente personalități ale secolului al XX-lea.

## Opere
- Commiato dal tempo di pace, Roma, Il selvaggio,1935
- XX Battaglione eritreo, Milano, Panorama, 1936
- Primo tempo, Milano, Panorama, 1936
- Guerra e pace in Africa Orientale, Firenze, Vallecchi, 1937
- Albania una e mille, Torino, Paravia, 1939
- Ambesà, Milano, Garzanti, 1939
- Giorno di festa, Milano, Mondadori, 1939
- Vecchia e nuova Albania, Milano, Garzanti, 1939
- I cento giorni della Finlandia, Milano, Garzanti, 1940
- Gente qualunque, Milano, Bompiani, 1942
- Giorno di festa, Nuova ed. ampliata. – Milano, Mondadori, 1942
- Guerra nel fiordo, Milano, Mondadori, 1942
- La lezione polacca, Milano, Mondadori, 1942
- Qui non riposano, Milano, Tarantola, 1945
- Il buonuomo Mussolini, Milano, Edizioni riunite, 1947
- Morire in piedi, Milano, longanesi, 1949
- Padri della patria, Milano, Mondadori, 1949
- Qui non riposano, 2. ed. – Milano, Mondadori, 1949
- Vita sbagliata di un fuoruscito: A. Herzen, 1811-1871, Milano, Longanesi, 1949
- Pantheon minore, Milano, Longanesi, 1950
- Tali e quali, Nuova ed. – Milano, Longanesi, 1951
- I rapaci in cortile, Milano, Longanesi, 1952
- Tali e quali, Nuova ed. – Milano, Longanesi, 1952
- Andata e ritorno, Firenze, Vallecchi, 1955
- Lettere a Longanesi, Milano, Longanesi, 1955
- Mio marito, Carlo Marx, Milano, Longanesi, 1955
- Busti al Pincio, Milano, Longanesi, 1956
- Facce di bronzo, Milano, Longanesi, 1957 (1955?)
- Storia di Roma, Milano, Longanesi, 1957
- Addio Wanda!, Milano, Longanesi, 1959
- Belle figure, Milano, Longanesi, 1959
- Il generale della Rovere, Milano, Rizzoli, 1959
- Il generale (sceneggiatura del Generale della Rovere), Roma, Zebra film, 1959
- Storia dei Greci, Milano, Rizzoli, 1959
- Storia di Roma, Milano, Rizzoli, 1959
- Reportage su Israele, Milano, Editrice Derby, 1960
- Tagli su misura, Milano, Rizzoli, 1960
- Gli incontri, Milano, Rizzoli, 1961
- Vita sbagliata di un fuoruscito, Nuova ed. riv., Milano, Rizzoli, 1961
- Indro Montanelli, Marco Nozza, Garibaldi, Milano, Rizzoli, 1962
- Teatro, Milano, Rizzoli, 1962
- Gente qualunque, Nuova ed. ampliata. – Milano, Rizzoli, 1963
- Giorno di festa e altri racconti (a cura di Eva Timbaldi Abruzzese), Milano, Rizzoli, 1963
- Dante e il suo secolo, Milano, Rizzoli, 1964
- Indro Montanelli, Roberto Gervaso, L'Italia dei comuni, Milano, Rizzoli, 1965
- Indro Montanelli, Roberto Gervaso, L'Italia dei secoli bui, Milano, Rizzoli, 1965
- Indro Montanelli, Roberto Gervaso, L'Italia dei secoli d'oro, Milano, Rizzoli, 1967
- Indro Montanelli, Roberto Gervaso, L'Italia della Controriforma, Milano, Rizzoli, 1968
- Indro Montanelli, Roberto Gervaso, L'Italia del Seicento, Milano, Rizzoli, 1969
- Per Venezia, Venezia, Sodalizio del libro, 1970
- Rumor visto da Montanelli, Vicenza, N. Pozza, 1970
- Indro Montanelli, Roberto Gervaso, L'Italia del Settecento, Milano, Rizzoli, 1970
- L'Italia giacobina e carbonara, Milano, Rizzoli, 1971
- L'Italia del Risorgimento, Milano, Rizzoli, 1972
- L'Italia dei notabili, Milano, Rizzoli, 1973
- L'Italia di Giolitti, Milano, Rizzoli, 1974
- Indro Montanelli, Roberto Gervaso, La fine del Medioevo, Milano, Rizzoli, 1975
- I libelli, Milano, Rizzoli, 1975
- Il generale della Rovere, Nuova ed. – Milano, Rizzoli, 1976
- Incontri italiani, Milano, Rizzoli, 1976
- L'Italia in camicia nera, Milano, Rizzoli, 1976
- I protagonisti, Milano, Rizzoli, 1976
- Controcorrente I (a cura di Marcello Staglieno), Milano, Società Europea di Edizioni, 1979
- Cronache di storia, Milano, Editoriale Nuova, 1979
- Indro Montanelli, Mario Cervi, L'Italia littoria, Milano, Rizzoli, 1979
- Indro Montanelli, Marcello Staglieno, Renato Besana, L'Archivista : tra cronaca e storia, Milano, Società Europea di Edizioni, 1980
- Controcorrente II (a cura di Marcello Staglieno), Milano, Società Europea di Edizioni, 1980
- Indro Montanelli, Mario Cervi, L'Italia dell'Asse, Milano, Rizzoli, 1980
- Indro Montanelli, Mario Cervi, L'Italia della disfatta, Milano, Rizzoli, 1982
- Qui non riposano, Nuova ed., Venezia, Marsilio, 1982
- Indro Montanelli, Marcello Staglieno, Leo Longanesi, Milano, Rizzoli, 1984
- Indro Montanelli, Mario Cervi, L'Italia della Repubblica, Milano, Rizzoli, 1985
- Professione verità, Bari, Laterza ; La Spezia, Cassa di Risparmio della Spezia, 1986
- Indro Montanelli, Paolo Granzotto, Sommario di Storia d'Italia dall'Unità ai giorni nostri, Milano, Rizzoli, 1986
- Controcorrente : 1974-1986, Milano, Mondadori, 1987
- Figure & Figuri del Risorgimento (postfazione di Marcello Staglieno), Pavia [etc.], Editoriale Viscontea, 1987
- Indro Montanelli, Mario Cervi, L'Italia del miracolo, Milano, Rizzoli, 1987
- Montanelli narratore, Milano, Rizzoli, 1988
- Ritratti, Milano, Rizzoli, 1988
- Indro Montanelli, Mario Cervi, L'Italia dei due Giovanni, Milano, Rizzoli, 1989
- Indro Montanelli, Mario Cervi, Milano Ventesimo Secolo, Milano, Rizzoli, 1990
- Caro direttore, Milano, Rizzoli, 1991
- Firenze, Milano, Mondadori, 1991
- Indro Montanelli, Mario Cervi, L'Italia degli anni di piombo, Milano, Rizzoli, 1991
- Dentro la storia, Milano, Rizzoli, 1992
- Il testimone (a cura di Manlio Cancogni, Piero Malvolti), Milano, Longanesi, 1992
- Indro Montanelli, Mario Cervi, L'Italia degli anni di fango, Milano, Rizzoli, 1993
- Istantanee : figure e figuri della Prima Repubblica, Milano, Rizzoli, 1994
- Indro Montanelli, Mario Cervi, L'Italia di Berlusconi, Milano, Rizzoli, 1994
- Indro Montanelli, Beniamino Placido, Eppur si muove : cambiano gli italiani?, Milano, Fabbri / Corriere della Sera, 1995
- L'impero, Firenze, Sansoni, 1995
- Giancarlo Mazzuca, Indro Montanelli: la mia Voce (intervista), Milano, Sperling & Kupfer, 1995
- Il meglio di Controccorente : 1974-1992, Milano, Fabbri / Corriere della Sera, 1995
- Una voce poco fa, Bologna, Il mulino, 1995
- Indro Montanelli, Mario Cervi, L'Italia dell'Ulivo, Milano, Rizzoli, 1997
- Caro lettore, Milano, Rizzoli, 1998
- Indro Montanelli, Mario Cervi, L'Italia del Novecento, Milano, Rizzoli, 1998
- Le stanze : dialoghi con gli italiani, Milano, Rizzoli, 1998
- Indro Montanelli, Mario Cervi, L'Italia del millennio : sommario di dieci secoli di storia, Milano, Rizzoli, 2000
- La stecca nel coro 1974-1994 : una battaglia contro il mio tempo (a cura di Eugenio Melani), Milano, Rizzoli, 2000
- Colloquio sul Novecento : 31 gennaio 2001, Sala della Lupa di Palazzo Montecitorio / con Vittorio Foa, Rita Levi-Montalcini, Indro Montanelli, Leopoldo Pirelli ; coordinato da Maurizio Viroli ; introdotto da Luciano Violante – Roma, Camera dei Deputati, 2001
- Le nuove stanze, Milano, Rizzoli, 2001